# Dewildemania platycephala
Dewildemania platycephala là một loài thực vật có hoa trong họ Cúc. Loài này được B.L.Burtt mô tả khoa học đầu tiên năm 1950.